# リチャード・レマー
リチャード・レマー（Richard Frederick Remer、1883年6月21日 - 1973年7月18日）は、アメリカ合衆国の陸上競技選手である。彼は1920年に開催されたアントワープオリンピックに参加して、3キロメートル競歩で銅メダルを獲得した。

## 経歴
主に3キロメートル競歩を得意とした選手だったレマーは、1916年から1921年の間にAAUの屋外選手権で3回優勝し、屋内選手権でも1回優勝しただけではなく、多くの国内記録を作っている。選手生活の初期においては、アイリッシュ・アメリカン・アスレチッククラブ（en:Irish American Athletic Club）の一員として競技に出場していた。
アントワープオリンピックでの3キロメートル競歩は、12の国から22人の選手が出場して1920年8月20日（予選）と8月21日（決勝）の両日に行われた。選手たちは11人ごとに2つの組に分けられて予選を戦い、レマーは13分54秒1の記録で予選2組の3位に入って各組上位6人が進出する翌日の決勝に進んだ。
決勝ではイタリア代表のウーゴ・フリジェリオが予選で出した自らのオリンピック記録を大きく更新する13分14秒2で金メダルを獲得し、レマーは13分19秒6の2位でゴールしたオーストラリア代表のジョージ・パーカーに続いて13分22秒2の記録で3位に入り、銅メダルを獲得した。